# Pseudopoda diversipunctata
Pseudopoda diversipunctata là một loài nhện trong họ Sparassidae.
Loài này thuộc chi Pseudopoda. Pseudopoda diversipunctata được Peter Jäger miêu tả năm 2001.